# Genes de desenvolvimento
Na Genética, os genes de desenvolvimento são genes responsáveis por codificar a forma do organismo e definir as dimensões e forma dos órgãos (número de formações ligantes).
Têm um papel decisivo na construção e no desenvolvimento do cérebro e são utilizados no tratamento/Oncogenes.